# Dicranomyia athabascae
Dicranomyia athabascae là một loài ruồi trong họ Limoniidae. Chúng phân bố ở miền Tân bắc.